# Tomasz Witkowski
Tomasz Witkowski (ur. 27 kwietnia 1963) – polski psycholog, pisarz, publicysta i epistemolog psychologii.

## Życiorys
Tomasz Witkowski ukończył psychologię na Uniwersytecie Wrocławskim, gdzie w 1996 uzyskał doktorat na podstawie napisanej pod kierunkiem Michała Dąbka rozprawy Mechanizmy egotystyczne w procesie powstawania deficytów wyuczonej bezradności. Był pracownikiem naukowym Instytutu Psychologii Uniwersytetu Wrocławskiego oraz Wydziału Zamiejscowego we Wrocławiu Szkoły Wyższej Psychologii Społecznej. Obecnie jest profesorem Wyższej Szkoły Kształcenia Zawodowego we Wrocławiu. Prowadził badania poświęcone psychologii społecznej oraz motywacji na uniwersytetach w Bielefeld oraz w Hildesheim. Autor kilkudziesięciu artykułów naukowych oraz ponad stu artykułów popularnonaukowych. Publikował m.in. w British Journal of Social Psychology, Polish Psychological Bulletin, Journal of Social Psychology, Skeptical Inquirer oraz w The Scientific Review of Mental Health Practice. Jego felietony i artykuły publikowały m.in. Polityka, Rzeczpospolita, Newsweek, a za granicą Areo Magazine i Science-Based Medicine. Jako guest blogger współpracował z Research Digest publikowanym przez British Psychological Association. 
Jest założycielem Klubu Sceptyków Polskich. W 2015 ukazała się w USA jego książka Psychology Gone Wrong. The Dark Sides of Science and Therapy, napisana wspólnie z Maciejem Zatońskim, a w 2016 Psychology Led Astray: Cargo Cult in Science and Therapy. Obie książki opublikowało wydawnictwo Brown Walker Press. W 2020 nakładem wydawnictwa Palgrave Macmillan ukazał się zbiór wywiadów przeprowadzonych przez niego z najwybitniejszymi psychologami świata zatytułowany Shaping Psychology: Perspectives on Legacy Controversy and the Future of the Field. Wśród jego rozmówców znaleźli się m.in. Elizabeth Loftus, Noam Chomsky, Daniel Kahneman i inni. W 2022 nakładem Universal Publishers ukazała się jego książka Fades, Fakes, and Frauds. Exploding Myths in Culture, Science and Psychology.
Publikuje także prozę literacką i pisze scenariusze. Jego opowiadania ukazywały się w czasopismach literackich Wyspa, Migotania, Pisarze.pl, a scenariusz filmu krótkometrażowego otrzymał w 2022 roku honorowe wyróżnienie w Konkursie im Krzysztofa Gradowskiego organizowanym przez Stowarzyszenie Autorów ZAiKS i Fundację Cinemania.

## Poglądy
Tomasz Witkowski znany jest przede wszystkim z krytyki psychologii jako dyscypliny i jako praktyki – i daje jej wyraz w swoich publikacjach. Swoje podejście do nauki określa jako epistemologię subtraktywną. W październiku 2007, udając nieistniejącą francuską psycholożkę Renatę Aulagnier, opublikował na łamach miesięcznika „Charaktery” artykuł pod tytułem Wiedza prosto z pola. Praca ta była mistyfikacją podobną do parodii Sokala. Autor skomentował to potem w artykule „Modne bzdury wciąż modne”. Jego prowokacja stała się pretekstem do debaty o kodeksie etyczno-zawodowym psychologa i o statusie naukowym psychologii.
Jednym z przedmiotów jego krytyki jest terapia oparta na tak zwanym syndromie dorosłych dzieci alkoholików:

Tego syndromu nie ma. […] Jeśli przedstawimy ludziom charakterystykę, która jest wystarczająco ogólna, to większość osób uzna, że to bardzo trafny opis ich osobowości. […]. Syndrom DDA w badaniach został po prostu zmiażdżony. Dlatego teraz cała ideologia DDA ucieka od tego określenia w kierunku tzw. rodziny dysfunkcyjnej – Dorosłe Dziecko z Rodziny Dysfunkcyjnej (DDD). W tej chwili ideolodzy DDA do problemu z alkoholem dodają przemoc, wychowywanie przez jednego rodzica, to, że ktoś w rodzinie był poważnie chory, itp. Dokładne badania pokazują, że opis syndromu DDD jest mocno na wyrost.

Tomasz Witkowski skrytykował również wartość naukową i praktyczną testów projekcyjnych; Polskie Towarzystwo Psychologiczne odpowiedziało na tę krytykę, ze względu na istotność tych narzędzi m.in. w opiniowaniu sądowym.
Jest zdecydowanym krytykiem NLP; wykonane przez niego przeglądy wyników badań naukowych wskazują, że założenia NLP nigdy nie zostały empirycznie potwierdzone, a tym samym jest ono pseudonauką.
Jest zwolennikiem zastosowań sztucznej inteligencji i nowych technologii w psychologii.

## Nagrody
W 2010 roku za swoją działalność został uhonorowany nagrodą Racjonalista Roku przyznawaną przez Polskie Stowarzyszenie Racjonalistów.
W 2020 roku został zwycięzcą naukowego plebiscytu Soczewki Focusa 2019 w kategorii aktywista. 
W 2022 roku otrzymał pierwszą nagrodę w Konkursie Literackim im. J.I. Kraszewskiego.
W 2023 roku podczas Międzynarodowego Festiwalu Kina Niezależnego Off Camera w konkursie scenariuszowym Script Pro otrzymał Nagrodę Główną Storytel oraz Nagrodę Stowarzyszenia Autorów ZAiKS.

## Publikacje
W dorobku publikacyjnym T. Witkowskiego znajdują się, m.in.:
Autorstwo
- Tomasz Witkowski: Psychomanipulacje. Jak je rozpoznawać i jak sobie z nimi radzić. Wałbrzych: Unus, 2000, s. 289.
- Tomasz Witkowski: Psychologia kłamstwa. Motywy, strategie, narzędzia. Wałbrzych: Unus, 2002, s. 380.
- Tomasz Witkowski: Inteligencja makiaweliczna. Rzecz o pochodzeniu natury ludzkiej. Taszów: Moderator, 2005, s. 253.
- Tomasz Witkowski: Zakazana psychologia. Pomiędzy szarlatanerią a nauką.. T. 1. Taszów: Moderator, 2009, s. 442.
- Tomasz Witkowski: Zakazana psychologia. Nauka kultu cargo i jej owoce.. T. 2. Stare Groszki: Wydawnictwo CiS, 2013, s. 426.
- Tomasz Witkowski: Psychology led astray: Cargo cult in science and therapy. Boca Raton, FL: BrownWalker Press, 2016, s. 278.
- Tomasz Witkowski: Psychoterapia bez makijażu. Rozmowy o terapeutycznych niepowodzeniach. Wrocław: Wydawnictwo Bez Maski, 2018, s. 430.
- Tomasz Witkowski: Zakazana psychologia. O cnotach, przywarach i uczynkach małych wielkich uczonych. T. 3. Wrocław: Wydawnictwo Bez Maski, 2019, s. 427.
- Tomasz Witkowski: Shaping Psychology: Perspectives on Legacy Controversy and the Future of the Field. Palgrave Macmillan, 2020, s. 331.
- Tomasz Witkowski: Giganci psychologii. Rozmowy na miarę XXI wieku. Wrocław: Wydawnictwo Bez Maski, 2021, s. 455.
- Tomasz Witkowski: Fades, Fakes, and Frauds. Exploding Myths in Culture, Science and Psychology. Boca Raton, FL: Universal Publishers, 2022, s. 236.
- Tomasz Witkowski: Przepędźcie guru, którzy radzą, jak żyć i inne eseje. Wrocław: Wydawnictwo Bez Maski, 2024, s. 298.

Współautorstwo
- Stanisław Chełpa, Tomasz Witkowski: Psychologia konfliktów. Praktyka radzenia sobie ze sporami. Warszawa: Wydawnictwa Szkolne i Pedagogiczne, 1995, s. 204.
- Sławomir Jarmuż, Tomasz Witkowski: Podręcznik trenera. Taszów: Moderator, 2004, s. 298.
- Małgorzata Kossowska, Sławomir Jarmuż, Tomasz Witkowski: Psychologia dla trenerów. Kraków: Wolters Kluwer, 2008, s. 231.
- Tomasz Witkowski, Maciej Zatoński: Psychology gone wrong: The dark sides of science and therapy. Boca Raton, FL: BrownWalker Press, 2015, s. 304.

Redakcja naukowa
- Nowoczesne metody doboru i oceny personelu, Tomasz Witkowski (red.), Kraków: Wydawnictwo Profesjonalnej Szkoły Biznesu, 1998, s. 325.
- Dobór personelu. Koncepcje, narzędzia, konteksty, Tomasz Witkowski (red.), Taszów: Moderator, 2007, s. 518.

Wybrane artykuły
- Tomasz Witkowski: Teoria i praktyka NLP w oczach psychologa społecznego, „Nauka”, 4/2006, s. 55-71.
- Tomasz Witkowski: Thirty-Five Years of Research on Neuro-Linguistic Programming. NLP Research Data Base. State of the Art or Pseudoscientific Decoration?, „Polish Psychological Bulletin”, 2010, vol 41 (2), s. 58-66.
- Tomasz Witkowski: Psychological Sokal-style hoax, „The Scientific Review of Mental Health Practices”, 2011, vol. 8 (1), s. 50-60.
- Tomasz Witkowski: A Review of Research Findings on Neuro-Linguistic Programming, „The Scientific Review of Mental Health Practice”, 2012, vol. 9 (1), s. 29-40.
- Tomasz Witkowski, Maciej Zatoński: In Twenty-First-Century Europe Public Prosecutor Appoints Clairvoyant as Expert Witness, „Skeptical Inquirer”, September/October 2013, s. 7.
- Tomasz Witkowski: A Scientist Pushes Psychology Journals toward Open Data, „Skeptical Inquirer”, July/August 2017.
- Tomasz Witkowski: The Primum non nocere principle in psychotherapy: A science based approach, "Science Based Medicine", July 26, 2018.
- Tomasz Witkowski: Is the Glass Half Empty or Half Full? Latest Results in the Replication Crisis in Psychology, "Skeptical Inquirer", March/April 2019.